# Aleksiejewka (rejon kormiłowski)
Aleksiejewka (ros. Алексеевка) – wieś (sieło) w Rosji, w obwodzie omskim, w rejonie kormiłowskim. W 2021 liczyła 1213 mieszkańców.